# HD6309
El HD6309 es una versión cmos del microprocesador de 8 bits Motorola 6809 (NMOS) diseñada por Hitachi. Se fabricó en las versiones HD63B09, de 2 MHz, y HD63C09, de 3 MHz.

## Historia
Hitachi obtuvo la licencia de Motorola para la utilización del conjunto de instrucciones y códigos de operación del 6809 para hacer un microprocesador compatible. Pero, como el nuevo diseño cmos dejaba espacio libre en el silicio, Hitachi decidió mejorar su producto ofreciendo más instrucciones y otras ventajas, como nuevos registros. Pero como la licencia de Motorola no le concedía el derecho de modificar el juego de instrucciones, Hitachi se vio impedida para publicar las nuevas características. De hecho, el fabricante solo da las características "compatibles" con el 6809 en sus hojas de datos. Sin embargo, algunos usuarios empezaron a encontrar diferencias y comportamientos extraños en el 6309. Por ello, adquirió fama de producto sospechoso y no demasiado fiable. No fue hasta abril de 1988, que en una revista japonesa ("Oh!FM") apareció publicado el juego de instrucciones completo.